# نجلاء محرم
نجلاء محرم كاتبة مصرية ولدت في مدينة ميت غمر بمحافظة الدقهلية في الثاني من أغسطس عام 1960م.
تدير مركز نهر النيل الثقافي الذي يقدم أنشطة متعددة (ندوات وأمسيات وصالونات ثقافية ومعارض فنية ومسابقات أدبية ووشا أدبية). لها نتاج أدبي متعدد حيث كتبت القصة القصيرة والرواية والحكى الذاتى والرواية التاريخية.

## أعمالها الأدبية

### مجموعات قصصية
- مساسات على شاطئ الخوف
- استيقظ 1997
- تعظيم سلام 1999
- لأنكِ لم تعرف زمن افتقادك 2003
- في شارع القائد 2007

### روايات
- شرشبيل (رحلة الشاطر مهاود) 2001
- البئر 2003
- الغزو.. عشقا 2005
- «رنزى».. يا ظل الإله 2012

### حكى ذاتى
- لقاءات غير عابرة 2009

### مسابقة نجلاء محمود محرم للقصة القصيرة
بدأت أولى دوراتها عام 2001 على مستوى مصر والوطن العربي وتصدر كتاب «الفائزون» التوثيقى الذي يضم الأعمال الفائزة وبعض الأعمال المتميزة إضافة إلى مجلة «تواصل» المعنية بذاكرة المسابقة وإعادة تقديم الأسماء التي سبق لها المساهمة في كتاب «الفائزون»

## مؤسسة نجلاء محرم الثقافية
مؤسسة أهلية تسعى لمستقبل ثقافى أكثر إشراقا. أنشئت مؤسسة نجلاء محرم الثقافية كإطار رسمى يضم جهود الكاتبة في مجالات الأدب والثقافة، هذه الجهود التي انعكست بشكل إيجابى وفاعل على الساحة الأدبية في مصر والوطن العربي، وهي مؤسسة خدمية تطوعية تقوم بالكامل على التمويل الشخصى من قبل المؤسسين.

## وصلات خارجية
- الموقع الشخصي لنجلاء محرم